# USS Idaho (BB-42)
Pour les autres navires du même nom, voir USS Idaho.
L’USS Idaho (BB-42), cuirassé de la classe New Mexico, est le 4e bâtiment de la Marine des États-Unis nommé en l'honneur de l'État de l'Idaho. Lancé en juin 1917, et mis en service en mars 1919, donc trop tard pour servir pendant la Première Guerre mondiale, il a cependant servi dans le théâtre Pacifique au cours de la Seconde Guerre mondiale.

## Histoire
Il fait partie durant la fin de la guerre du Pacifique du Battleship Squadron 1.

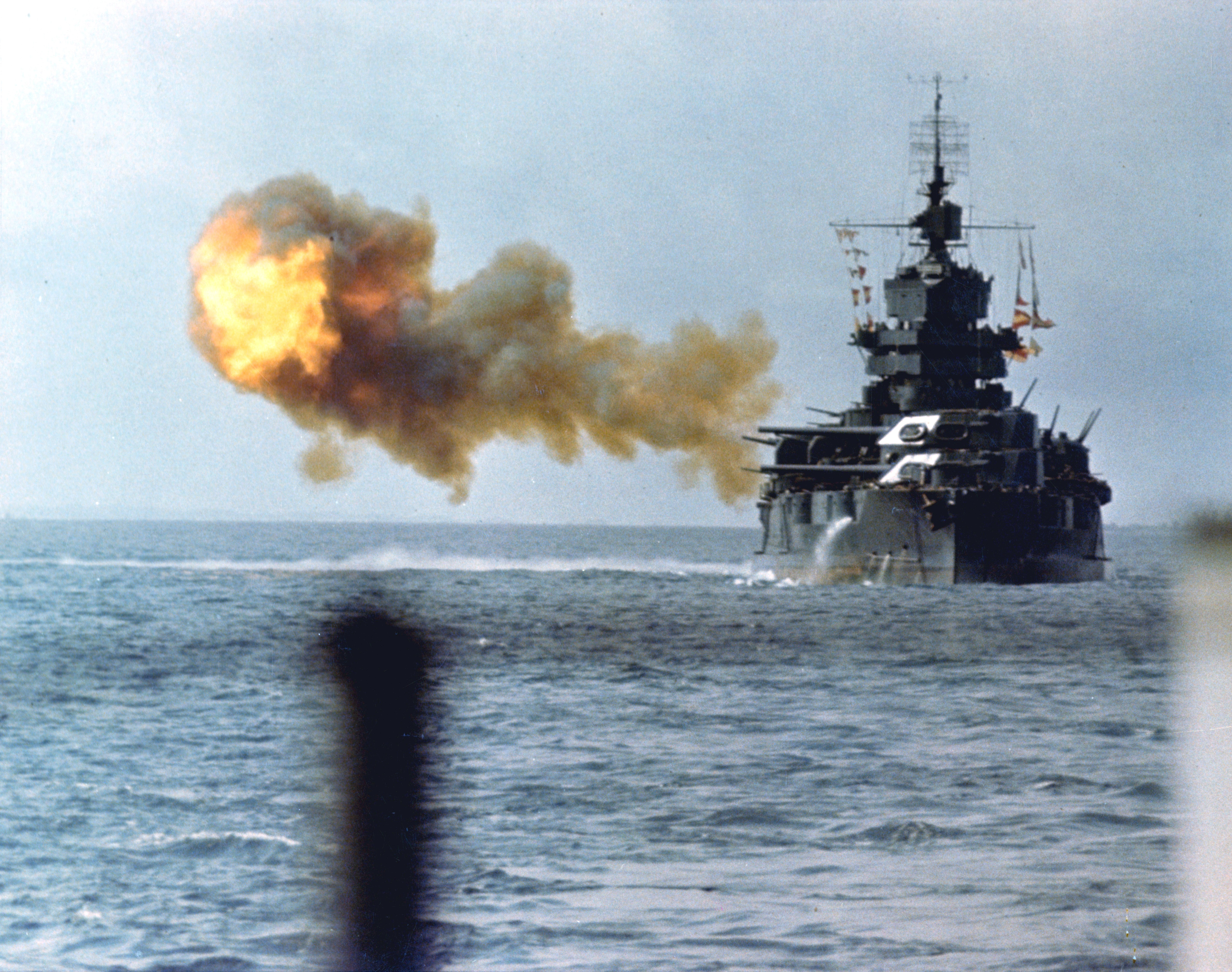
L'USS Idaho bombardant Okinawa le 1 avril 1945 pendant la bataille d'Okinawa.